# Automatický mlýn (Raspenava)

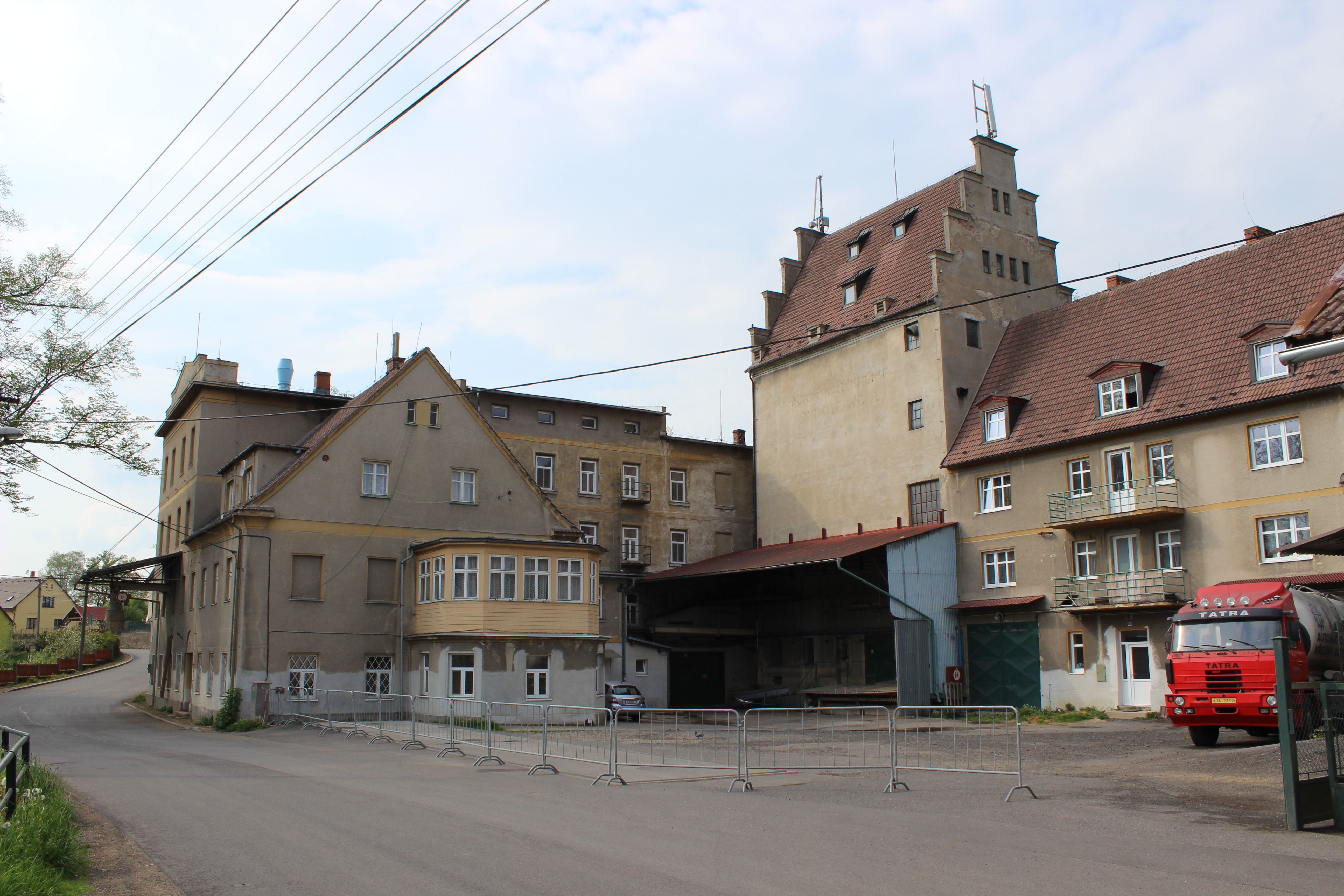
Objekt mlýna

Automatický mlýn v Raspenavě je průmyslový podnik nacházející se ve městě na severu České republiky, ve Frýdlantském výběžku Libereckého kraje na řece Smědá. Původní mlýn vybudoval roku 1835 na katastru Luhu (dnes součást Raspenavy) rychtář Josef Menzel. Tento mlýn ovšem 1898 vyhořel. Další záznam v kronikách je k roku 1909, kdy mlýn vlastnil Josef Wöhl z Arnoltic a v tom roce objekt přestavoval kvůli instalaci turbíny. Od roku 1917 byl majitelem mlýna Rudolf Wöhl, jenž nechal roku 1920 přistavět západní železobetonový trakt a o devět let později (v roce 1929) železobetonové silo spolu s čističkou a větrákem.